# Ióssif Xtókalo
Ióssif Xtókalo (rus: Иосиф Захарович Штокало)  (Skomorokhy, 16 de novembre de 1897 - Kíiv, 5 de gener de 1987), nom complet amb patronímic Ióssif Zakhàrovitx Xtókalo, fou un matemàtic soviètic.

## Vida i obra
Xtókalo era fill d'una família de camperols pobres d'un poblet al nord de Sokal (Imperi Austrohongarès, avui Ucraïna). Va començar l'escola el 1904 i l'institut a Sokal el 1907, on es va revelar el seu potencial matemàtic. Durant la Primera Guerra Mundial la família va fugir de les hostilitats refugiant-se a la ciutat d'Iekaterinoslav (actualment Dniprò, Ucraïna), on va obtenir una llicència docent i va fer de professor de primària i secundària a diversos indrets, fins que el 1931 es va graduar a la universitat de Dniprò. A continuació va fer estudis de postgrau a la universitat de Khàrkiv i el 1934 va obtenir l'habilitació docent universitària i va començar a donar classes de matemàtiques al Institut Tèxtil de Khàrkiv.
El 1941, en ser ocupada la ciutat per l'exèrcit nazi, va ser l'encarregat de traslladar l'Institut de Matemàtiques de l'Acadèmia de Ciències Ucraïnesa a Ufà, on va treballar amb Nikolai Bogoliúbov, i, després, a Moscou. En aquesta ciutat va presentar la seva tesi doctoral el 1943 sobre mètodes per resoldre equacions diferencials. El 1944, apunt d'acabar la Segona Guerra Mundial, va ser destinat a la universitat de Kíiv per dirigir el departament d'equacions diferencials. A partir de 1949 va ser el delegat a Lviv de l'Acadèmia de les Ciències de la Unió Soviètica.
A partir de 1962 va encapçalar el departament d'història de les matemàtiques de l'Acadèmia de Ciències Ucraïnesa. Va morir el 1987a Kiev.
Els treballs teòrics de Xtókalo versen sobre les equacions diferencials i la seva estabilitat, havent desenvolupat un mètode pel seu càlcul. També va publicar diversos diccionaris per a millorar la terminologia científica ucraïnesa. Però els seus treballs més rellevants son els que va fer com historiador de la ciència mentre estava al front de l'Institut de Història de l'Acadèmia. Entre 1966 i 1970 va publicar una molt ben documentada Historia de la Matemàtiques en el Nostre País en quatre volums.